# Kirsten Larsen
Kirsten Larsen (* 14. März 1962, verheiratete Kirsten Fladberg) ist eine ehemalige dänische Badmintonspielerin. 

## Karriere
Nach Junioren-Europameistertitel und Mannschafts-Europameistertitel gewann Kirsten Larsen 1988 den Titel im Dameneinzel. Weitere Medaillen gewann sie bei den Europameisterschaften 1980, 1984 und 1986.

## Privates
Kirsten Fladberg ist mit dem ehemaligen dänischen Badmintonspieler Steen Fladberg verheiratet. Ihr gemeinsamer Sohn Rasmus Fladberg ist ebenfalls Badmintonprofi.

## Sportliche Erfolge
| Saison    | Veranstaltung                                    | Disziplin   | Platz | Name |
| --------- | ------------------------------------------------ | ----------- | ----- | --- |
| 1978/1979 | Dänemark: Einzelmeisterschaften der Junioren U19 | Damendoppel | 1     | Kirsten Larsen, Triton/Kirsten Meier, Gentofte |
| 1979      | Junioren-Europameisterschaft                     | Damendoppel | 3     | Kirsten Larsen/Kirsten Meier |
| 1979      | Czechoslovakian International                    | Dameneinzel | 1     | Kirsten Larsen |
| 1979      | Junioren-Europameisterschaft                     | Dameneinzel | 1     | Kirsten Larsen |
| 1979/1980 | Dänemark: Einzelmeisterschaften der Junioren U19 | Damendoppel | 1     | Kirsten Larsen, Triton/Lise Kissmeyer, Højbjerg |
| 1980      | Europameisterschaft                              | Mannschaft  | 1     | Dänemark (Lene Køppen, Kirsten Larsen, Pia Nielsen, Morten Frost, Flemming Delfs, Steen Fladberg, Steen Skovgaard, Anne Skovgaard)                                           |
| 1980      | Europameisterschaft                              | Damendoppel | 2     | Kirsten Larsen/Pia Nielsen |
| 1980      | Nordische Juniorenmeisterschaften                | Dameneinzel | 1     | Kirsten Larsen |
| 1981/1982 | Dänemark: Einzelmeisterschaft der Amateure       | Dameneinzel | 1     | Kirsten Larsen, Gentofte BK |
| 1982/1983 | Dänemark: Einzelmeisterschaft der Amateure       | Dameneinzel | 1     | Kirsten Larsen, Gentofte BK |
| 1983      | Denmark Open                                     | Dameneinzel | 1     | Kirsten Larsen |
| 1983      | Japan Open                                       | Dameneinzel | 2     | Kirsten Larsen |
| 1983      | Nordische Meisterschaften                        | Dameneinzel | 1     | Kirsten Larsen |
| 1983      | Northumberland International                     | Dameneinzel | 1     | Kirsten Larsen |
| 1983/1984 | Dänemark: Einzelmeisterschaften                  | Dameneinzel | 1     | Kirsten Larsen, Gentofte BK |
| 1983/1984 | Dänemark: Einzelmeisterschaften                  | Damendoppel | 1     | Hanne Adsbøl, Lyngby/Kirsten Larsen, Gentofte BK |
| 1984      | Europameisterschaft                              | Dameneinzel | 3     | Kirsten Larsen |
| 1984      | Scottish Open                                    | Dameneinzel | 1     | Kirsten Larsen |
| 1984      | Nordische Meisterschaften                        | Damendoppel | 1     | Dorte Kjær/Kirsten Larsen |
| 1984      | Nordische Meisterschaften                        | Dameneinzel | 1     | Kirsten Larsen |
| 1984      | Thailand Open                                    | Dameneinzel | 2     | Kirsten Larsen |
| 1984      | Europameisterschaft                              | Damendoppel | 3     | Dorte Kjær/Kirsten Larsen |
| 1985      | Dutch Open                                       | Dameneinzel | 1     | Kirsten Larsen |
| 1985/1986 | Dänemark: Einzelmeisterschaften                  | Dameneinzel | 1     | Kirsten Larsen, Gentofte BK |
| 1986      | Nordische Meisterschaften                        | Dameneinzel | 1     | Kirsten Larsen |
| 1986      | Europameisterschaft                              | Mannschaft  | 1     | Dänemark (Morten Frost, Torben Carlsen, Michael Kjeldsen, Kirsten Larsen, Steen Fladberg, Jesper Helledie, Ib Frederiksen)                                                   |
| 1986      | Europameisterschaft                              | Dameneinzel | 2     | Kirsten Larsen |
| 1986/1987 | Dänemark: Einzelmeisterschaften                  | Dameneinzel | 1     | Kirsten Larsen, Gentofte BK |
| 1987      | All England                                      | Dameneinzel | 1     | Kirsten Larsen |
| 1987/1988 | Dänemark: Einzelmeisterschaften                  | Dameneinzel | 1     | Kirsten Larsen, Køge BK |
| 1988      | Europameisterschaft                              | Dameneinzel | 1     | Kirsten Larsen |
| 1988      | Nordische Meisterschaften                        | Dameneinzel | 1     | Kirsten Larsen |
| 1988      | Europameisterschaft                              | Mannschaft  | 1     | Dänemark (Kirsten Larsen, Jens Peter Nierhoff, Michael Kjeldsen, Dorte Kjær, Nettie Nielsen, Steen Fladberg, Morten Frost, Christina Bostofte, Jan Paulsen, Hendrik Svarrer) |
| 1988/1989 | Dänemark: Einzelmeisterschaften                  | Dameneinzel | 1     | Kirsten Larsen, Køge BK |
| 1989      | Scottish Open                                    | Dameneinzel | 1     | Kirsten Larsen |